# Corydoras eques
Corydoras eques is een straalvinnige vissensoort uit de familie van de pantsermeervallen (Callichthyidae). De wetenschappelijke naam van de soort is voor het eerst geldig gepubliceerd in 1876 door Franz Steindachner.
De soort komt voor in het Amazonebekken. De vissen worden tot 4,8 centimeter lang.